# 布朗通
布朗通（法語：Bouranton，法語發音：[buʁɑ̃tɔ̃]）是法国奥布省的一个市镇，属于特鲁瓦区。

## 地理
布朗通（48°18'41"N, 4°10'48"E）面积8.15 平方千米，位于法国大東部大區奥布省，该省份为法国中北部省份，北起马恩省，西接塞纳-马恩省，西南至约讷省，东南至科多尔省，东临上马恩省。
与布朗通接壤的市镇（或旧市镇、城区）包括：洛布雷塞勒、梅尼勒塞利耶尔、泰讷利耶尔、维勒谢蒂夫。

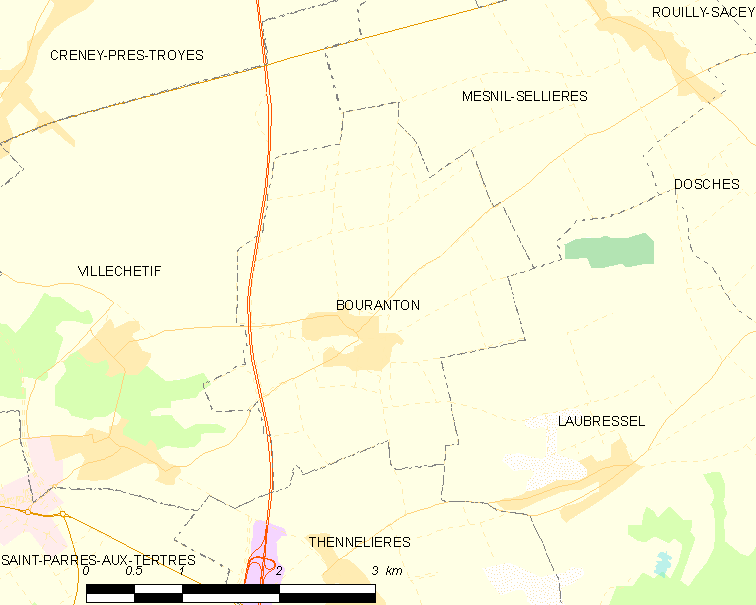
布朗通的OSM定位图

布朗通的时区为UTC+01:00、UTC+02:00（夏令时）。

## 行政
布朗通的邮政编码为10270，INSEE市镇编码为10053。

## 政治
布朗通所属的省级选区为巴尔斯河畔旺德夫尔县。

## 人口

1962-2008年间布朗通人口变化图示

布朗通于2022年1月1日时的人口数量为623人。